# Chairleder
Chairleder ist die Bezeichnung für ein besonders weiches Handschuhleder. Als Material werden die Häute von Gazellen oder Schaffelle mit abgezogenem Narben verwendet. Narben bezeichnet das der Tierhaut eigentümliche Porenbild, welches auf der Außenseite der Haut oder des Felles nach Entfernung des Haar- oder Wollkleides sichtbar wird. Die geschliffene Fleischseite kommt bei der Handschuhverarbeitung nach außen.